# Esmendes I
Hedyjeperra Setepenra Nesbanebdyedet Meryamón, o Esmendes fue el fundador de la dinastía XXI de Egipto; gobernó de ca. 1069 a 1043 a. C. Con este faraón comienza la época denominada por los historiadores Tercer periodo intermedio de Egipto.

## Biografía

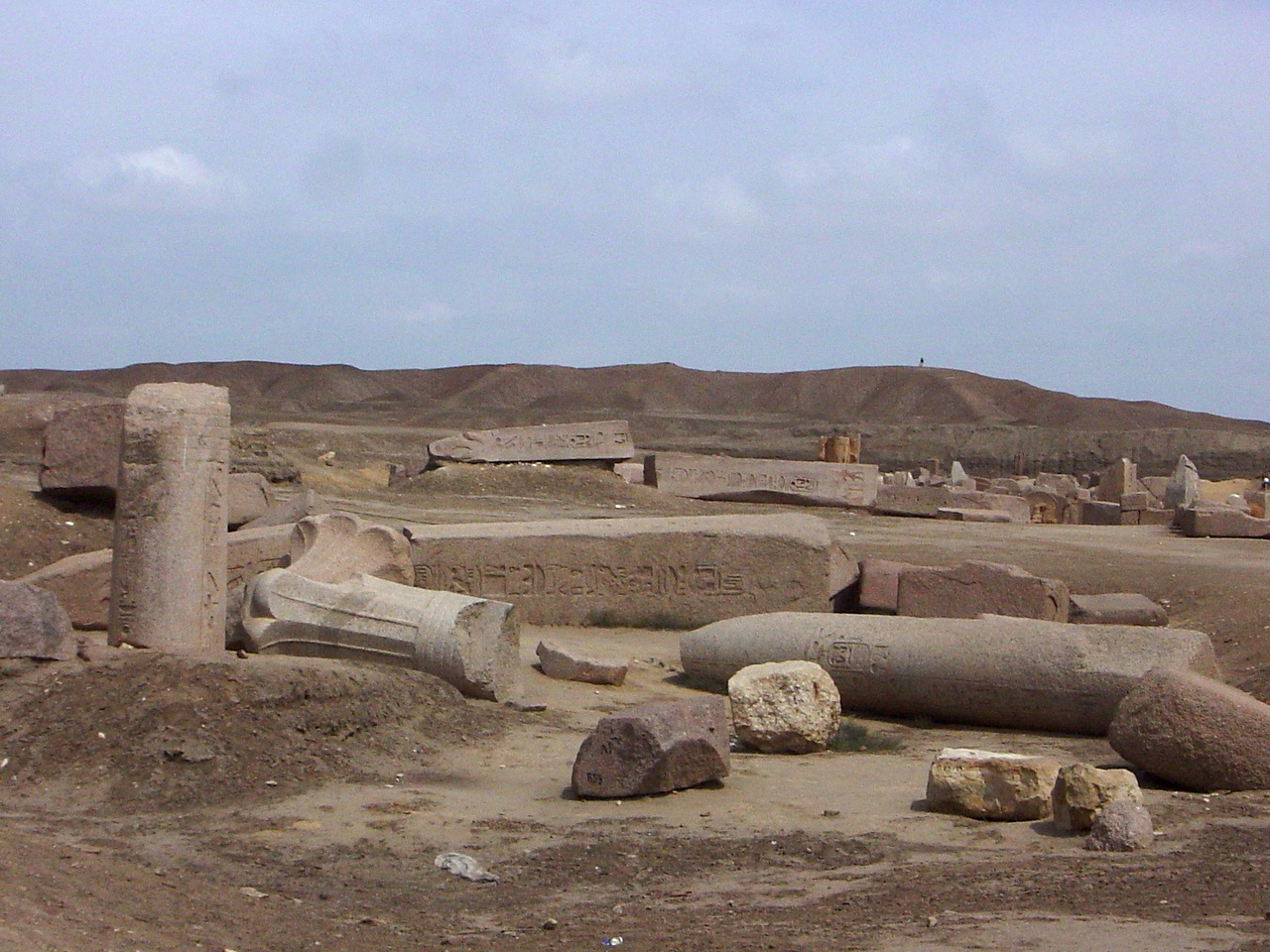
Ruinas de Tanis, Egipto, lugar de enterramiento de la dinastía XXI.

Esmendes, militar de origen libio, fue nombrado chaty del Bajo Egipto por Ramsés XI. Tomó el trono después de enterrar a Ramsés XI en el Bajo Egipto, el territorio que ya controlaba en vida de éste, ejerciendo gran influencia en el Egipto Medio. El Alto Egipto quedaba bajo el dominio del sumo sacerdote de Amón.
Posible hijo (o hermano) de Herihor y su esposa Nedyemet; se casó con Tentamón (hija de Ramsés XI) y Muthedyem, naciendo de la primera, Henuttauy, y de la segunda el futuro rey Psusennes I. Julio Africano comentó, copiando a Manetón, que Smendes reinó 26 años.
En su época se origina una revolución religiosa en Tanis, llamada la "guerra de los impuros", que supondrá el abandono del culto a Seth para recuperar la tríada tebana de Amón, Mut y Jonsu.

## Las aventuras de Unamón (papiro de Moscú 120)
Esmendes encarna un papel destacado en el relato de Unamón, fechado el año 5.º de la era de Uhm Mesut (o año 23.º de Ramsés XI) como personaje de gran importancia. Unamón indica que tuvo que visitar Tanis y presentar personalmente sus cartas de acreditación a Esmendes para recibir el último permiso para viajar al norte del actual Líbano y conseguir madera de cedro para uso en el gran templo de Amón en Tebas. Esmendes respondió consignando un barco para los viajes de Unamón a Siria y Oriente Próximo.

## Rebelión en Tebas
El sumo sacerdote Menjeperra suprimió una rebelión en Tebas en el año 25º de un rey, que solo puede ser Esmendes, pues no hay evidencia de que los sumos sacerdotes contaron sus propios años de reinado, aun cuando ellos se adjudicaron títulos reales, como hizo Pinedyem. Menjeperra exilió a los líderes de la rebelión a los oasis occidentales del desierto, como la estela del destierro de Menjeperra muestra. Fueron perdonados varios años después, durante el gobierno de su sucesor, Amenemnisu.

## Enterramiento
Esmendes fue enterrado en Tanis. Le sucedió su hijo Neferjeres.

## Testimonios de su época
- Ordenó reparar el muro que rodeaba el templo de Montu, en Karnak.

Es citado en:
- Una estela encontrada en una cantera cercana a Gebelein.
- El papiro de Moscú 120.

## Titulatura
Su nombre egipcio era Nesbanebdyed pero se tradujo al griego como Smendes por escritores posteriores como Sexto Julio Africano y Flavio Josefo.
Su nombre de trono: Hedyjeperra Setepenra/Setepenamon, que significa ‘brillante es la manifestación de Ra, Elegido de Ra/Amón’, fue muy popular en las siguientes dinastías, la vigésimo segunda y vigésimo tercera. Lo adoptaron cinco reyes: Sheshonq I, Sheshonq IV, Takelot I, Takelot II y Horsiese I.
| Titulatura | Jeroglífico | Transliteración (transcripción) - traducción - (referencias) |

| G5 |

| G5 |

| E2 · D40 | N5 · Z1 | mr | s | wsr | s | r · D40 | i | mn · n | F23 · f · r | s | X7 | A28 | U5 · D36 | t · H8 |

| E2 · D40 | N5 · Z1 | mr | s | wsr | s | r · D40 | i | mn · n | F23 · f · r | s | X7 | A28 | U5 · D36 | t · H8 |

| E2 · D40 | N5 · Z1 | mr | s | wsr | s | r · D40 | i | mn · n | F23 · f · r | s | X7 | A28 | U5 · D36 | t · H8 |

| E2 · D40 | N5 · Z1 | mr | s | wsr | s | r · D40 | i | mn · n | F23 · f · r | s | X7 | A28 | U5 · D36 | t · H8 |

| G5 |

| G5 |

| E2 · D40 | N5 · Z1 | mr | s | wsr | s | r · D40 | i | mn · n | F23 · f · r | s | X7 | A28 | U5 · D36 | t · H8 |

| E2 · D40 | N5 · Z1 | mr | s | wsr | s | r · D40 | i | mn · n | F23 · f · r | s | X7 | A28 | U5 · D36 | t · H8 |

| E2 · D40 | N5 · Z1 | mr | s | wsr | s | r · D40 | i | mn · n | F23 · f · r | s | X7 | A28 | U5 · D36 | t · H8 |

| E2 · D40 | N5 · Z1 | mr | s | wsr | s | r · D40 | i | mn · n | F23 · f · r | s | X7 | A28 | U5 · D36 | t · H8 |

| G16 |

| G16 |

| S42 | F22 · F22 | V28 | A24 | r · X7 | i | i | A14 · Z2 · f | D58 | O4 | G1 | D54 · t | G43 · f | V28 | p · t | D32 | m |

| S42 | F22 · F22 | V28 | A24 | r · X7 | i | i | A14 · Z2 · f | D58 | O4 | G1 | D54 · t | G43 · f | V28 | p · t | D32 | m |

| G16 |

| G16 |

| S42 | F22 · F22 | V28 | A24 | r · X7 | i | i | A14 · Z2 · f | D58 | O4 | G1 | D54 · t | G43 · f | V28 | p · t | D32 | m |

| S42 | F22 · F22 | V28 | A24 | r · X7 | i | i | A14 · Z2 · f | D58 | O4 | G1 | D54 · t | G43 · f | V28 | p · t | D32 | m |

| G8 |

| G8 |

| HASH | U35 | d · n | d · n | F5 | D40 |

| HASH | U35 | d · n | d · n | F5 | D40 |

| G8 |

| G8 |

| HASH | U35 | d · n | d · n | F5 | D40 |

| HASH | U35 | d · n | d · n | F5 | D40 |

| N5 | S1 | L1 | N5 | U21 · n |

| N5 | S1 | L1 | N5 | U21 · n |

| N5 | S1 | L1 | N5 | U21 · n |

| N5 | S1 | L1 | N5 | U21 · n |

| N5 | S1 | L1 | N5 | U21 · n |

| N5 | S1 | L1 | N5 | U21 · n |

| N5 | S1 | L1 | N5 | U21 · n |

| N5 | S1 | L1 | N5 | U21 · n |

| N5 | S1 | L1 | N5 | U21 · n |

| N5 | S1 | L1 | N5 | U21 · n |

| N5 | S1 | L1 | N5 | U21 · n |

| N5 | S1 | L1 | N5 | U21 · n |

| N5 | S1 | L1 | N5 | U21 · n |

| N5 | S1 | L1 | N5 | U21 · n |

| N5 | S1 | L1 | N5 | U21 · n |

| N5 | S1 | L1 | N5 | U21 · n |

| i | mn · n | U6 | F20 · O34 | E10 · V30 | R11 | R11 | X1 · O49 |

| i | mn · n | U6 | F20 · O34 | E10 · V30 | R11 | R11 | X1 · O49 |

| i | mn · n | U6 | F20 · O34 | E10 · V30 | R11 | R11 | X1 · O49 |

| i | mn · n | U6 | F20 · O34 | E10 · V30 | R11 | R11 | X1 · O49 |

| i | mn · n | U6 | F20 · O34 | E10 · V30 | R11 | R11 | X1 · O49 |

| i | mn · n | U6 | F20 · O34 | E10 · V30 | R11 | R11 | X1 · O49 |

| i | mn · n | U6 | F20 · O34 | E10 · V30 | R11 | R11 | X1 · O49 |

| i | mn · n | U6 | F20 · O34 | E10 · V30 | R11 | R11 | X1 · O49 |

| i | mn · n | U6 | F20 · O34 | E10 · V30 | R11 | R11 | X1 · O49 |

| i | mn · n | U6 | F20 · O34 | E10 · V30 | R11 | R11 | X1 · O49 |

| i | mn · n | U6 | F20 · O34 | E10 · V30 | R11 | R11 | X1 · O49 |

| i | mn · n | U6 | F20 · O34 | E10 · V30 | R11 | R11 | X1 · O49 |

| i | mn · n | U6 | F20 · O34 | E10 · V30 | R11 | R11 | X1 · O49 |

| i | mn · n | U6 | F20 · O34 | E10 · V30 | R11 | R11 | X1 · O49 |

| i | mn · n | U6 | F20 · O34 | E10 · V30 | R11 | R11 | X1 · O49 |

| i | mn · n | U6 | F20 · O34 | E10 · V30 | R11 | R11 | X1 · O49 |